# Charo Noriega
Rosario Noriega (Piura, 1957 - Lima, 2022), más conocida como Charo Noriega, fue una artista peruana destacada que formó parte de los colectivos Paréntesis y E. P. S. Huayco. En esta etapa, su producción artística era una herramienta a favor de la crítica social. Además, en retrospectiva, su producción ha tomado como referencia el arte rupestre, prehispánico, la pintura campesina y la iconografía del arte amazónico (Shipibo). Falleció en la ciudad de Lima el 26 de diciembre de 2022.

## Educación
En los años setenta realizó estudios de artes plásticas en la Pontificia Universidad Católica del Perú, fue alumna de dibujo de Cristina Gálvez y realizó serigrafía en el Taller E.P.S. Huayco. En los ochenta egresa de la Escuela Nacional de Bellas Artes del Perú (1976-1982) y posteriormente estudia xilografía en la DAC de París, Francia.

## Carrera
En 1979 conformó el colectivo Paréntesis junto con Lucía Angulo, Mercedes Idevaga, Fernando Bedoya, Juan Javier Salazar, Raúl Villavicencio, Jaime de la Hoz y José Antonio Morales. A inicios de los años ochenta, se integró en E.P.S. Huayco conformado por Francisco Mariotti, Herbert Rodríguez y Armando Williams, entre otros. Asimismo, participó en la Bienal de Trujillo.

## Características de sus obras
Para Reynaldo Ledgard (1987), el arte de Noriega "no apela a la seducción sensorial o a la exposición argumentada de un punto de vista, sino a cautivar por la enigmática parquedad de una propuesta. Se dirige a la mente y demanda la reflexión, pero no necesariamente el entendimiento racional o verbalizable: la carga metafórica de sus representaciones nos remite, por el contrario, a lo que podemos denominar una dimensión poética de la pintura. No busca generar en el espectador una reacción física o emotiva ante la desolación y el sufrimiento descritos: violenta su conciencia".
La historiadora Rosa María Vargas Romero, en su libro Charo Noriega en la Abstracción Pictórica (1995-2016) afirma que:

El denominador común de todas las series pictóricas abstractas de Charo Noriega, es la importancia del color y la luz, lo que significa que la técnica, el tipo y material de la herramienta, son los elementos que le permiten desarrollar de manera efectiva su trabajo, dado su buen manejo u “oficio” dentro de esta corriente estilística, apelando a la técnica del chorreado y a la pintura de acción, como parte de su forma de trabajo en la Abstracción pictórica y, el material con el cual está confeccionada la herramienta, ya sea adquirida, adaptada o creada por la artista, es decisivo en el resultado final de su pintura. Del mismo modo, su cromatismo está asociado a la filosofía de influencia taoísta y refleja su cosmovisión personal acerca de la relación armónica del hombre con los elementos opuestos complementarios en la Naturaleza tales como: el agua, la tierra, el fuego y el viento, en cuyos colores característicos se aprecian como elementos de la composición de su obra. [...] Un aporte a la pintura peruana de Charo Noriega, radica en la manera como aplica el color para obtener un resultado previsto, pero a la vez espontáneo. El término acuñado por Emilio Rodríguez Larraín: “azar dirigido”, es el más apropiado, en el que el factor dominante es el color, la luz, y su técnica obedece a un mero afán de experimentación. El lenguaje plástico de Charo Noriega, posee características resultantes de su técnica de aplicación del color: veladuras, superposición de colores y formas en general,técnicas académicas tradicionales y primeras vanguardias aprendidas durante su etapa académica, y el empleo de técnicas más contemporáneas (que aparecieron a partir de 1945) para el desarrollo de su expresión Abstracta, tales como: el Informalismo y Expresionismo Asbtracto. Charo Noriega, pasó de una Abstracción inicial, con algunos elementos geométricos, a una Abstracción Lírica, con una técnica mucho más depurada, y desarrolló la misma en la que el color y su aplicación dominan completamente el espacio del lienzo sin evidenciar líneas, o quizás sugerirlas, pero de un modo tal que no pierda expresividad.Tras años de innovar dentro del estilo Abstracto y retornar a la Figuración, ocasionalmente, con otras propuestas expositivas en paralelo desde el año 2016, su obra toma un giro inesperado, pero fiel a su búsqueda de texturas, al modificar su técnica mediante el empleo de herramientas y técnicas adaptadas o creadas por ella misma para la aplicación del color. Aunque la obra de sus inicios posee un contenido social, el mismo que ha sido reconocido tanto por la crítica como por los historiadores de arte, su gran aporte es su capacidad de innovar, técnicamente hablando, hasta el día hoy. Estas cualidades le han permitido trascender en el tiempo y le han merecido un justo reconocimiento.
Vargas:2019,Pp. 104-105.

## Exposiciones
Desde los años ochenta ha realizado exposiciones individuales en el Perú y en el extranjero, entre ellas:
2014 - Galería de Artes Visuales del Centro Cultural Ccori Wasi, El signo y la forma (Lima, Perú).
2014 - Euroidiomas, Reflexio/Vehemens (Lima, Perú).
2007 - La Galería, Caprichos de orquídea (Lima, Perú).
2006 - La Galería, Introspección al destino pinturas (Lima, Perú).
2005 - La Galería, Non sine numine pinturas/flash animations (Lima, Perú).
2004 - Galería Del Paseo Sala de Arte 2,  Visiones de los sentidos (Montevideo, Uruguay).
2003 - La Galería, Mirada Nomade (Lima, Perú).
2002 - La Galería, Thaos (Lima, Perú).
1999 - Galería Cecilia González, La Memoria del Cuerpo (Lima, Perú).
1997 - Galería Cecilia González, El Cuerpo de la Memoria (Lima-Perú).
1997 - Museo de Arte Italiano, Transformaciones e Injerencias de color (Lima, Perú).
1995 - Galería Mailletz, Vaisseaux Magnétiques (París-Francia).
1995 - Galería Cecilia González, Horizontes de Espuma (Lima, Perú).
1995 - Embajada del Perú en Francia, Azur (París, Francia).
1994 - Centre Culturel de L'Ile Saint Louis. Alchimie (París, Francia).
1989 - Galería Forum,  Rastro, Pasaje, Huella (Lima, Perú).
1989 - Consulado de Perú en Francia (París, Francia).
1984 - Galería Forum, Pintura (Lima, Perú).
1980 - E.P.S huayco proyecto Sarita Colonia (Lima, Perú).
1980 - Galería Forum, Arte al paso (Lima, Perú).
1979 - La Galería Equus, Dibujo (Lima, Perú).